# العمارية (الدرعية)
العمارية، قرية من قرى محافظة الدرعية، والتابعة لمنطقة الرياض في السعودية. وتبعد العمارية عن محافظة الدرعية بمسافة تقارب 12 كم.

## العمارية والمؤرخون
سميت بالمصادر القديمة بالعامرية، فقد تحدث عنها ابن خرداذبة بقوله:«والعرض هو وادٍ يشق اليمامة من أعلاها إلى أسفلها، وفيه قرى غبراء ومهشمة والعامرية» أما الهمداني فقد تحدث قائلاً:«وفوق ذلك قرية يقال لها مهشمة والعمارية مقرونة بها بنو عبد الله ابن الدول» وتحدث الادريسي عن وادي حنيفة والقرى حوله بقوله:«وبرة والقرفة وعبرا وبهيشة والسال والعامرية».أما الحموي فقد قال:«العمارية كأنها منسوبة إلى عمار: قرية باليمامة لبني عبد الله بن الدؤل».

## وصلات خارجية
- العمارية.. بلـــدة التاريخ والنخيل.
- العمارية تاريخ مشرق وحضور في مدونات التراث.